# Michel Noher
Michel Noher (ur. 14 kwietnia 1983 roku w Buenos Aires) – argentyński aktor, znany w Polsce z roli Jerónimo w argentyńskiej telenoweli Jesteś moim życiem.

## Filmografia

### Telenowele
- 2009–2010: Consentidos jako Alejo Mujica
- 2008: Don Juan y su bella dama jako Peter
- 2006: Jesteś moim życiem (Sos mi vida) jako Jerónimo
- 2006: Bendita vida
- 2004: El Deseo
- 2003: Costumbres argentinas jako Juan

### filmy kinowe
- 2010: I zapadła ciemność (And Soon the Darkness) jako Chucho
- 2006: Ręce (Las Manos) jako Kleryk
- 2005: Miłość ze śmiercią (Enamorada de la muerte)